# 科秋日尼
49°54′29″N 25°50′39″E / 49.90806°N 25.84417°E
科秋日尼（烏克蘭語：Котюжини），是烏克蘭的村落，位於該國西部捷爾諾波爾州，由克列梅涅茨區負責管轄，始建於1550年，面積1.23平方公里，2001年人口571，人口密度每平方公里464.2人。